# Henrik Jørgensen
Henrik Jørgensen (Koppenhága, 1961. október 10. – Bornholm, 2019. január 26.) dán maratoni futó.

## Pályafutása
1982-ben és 1983-ban a koppenhágai maraton győztese volt. 1983-ban harmadik, 1988-ban első lett a londoni maratonon. Részt vett az 1983-as helsinki világbajnokságon, ahol a 19. helyen ért célba. Egy év múlva a Los Angeles-i olimpián szintén 19. lett. Az 1987-es római világbajnokságon a kilencedik helyen végzett. Az 1988-as szöuli olimpián a 22. lett.

## Legjobb eredményei
| Év   | Verseny             | Helyszín                      | Helyezés | Táv     | Elért eredmény |
| ---- | ------------------- | ----------------------------- | -------- | ------- | -------------- |
| 1982 | Koppenhágai maraton | Koppenhága, Dánia             | 1.       | maraton | 2:22:19        |
| 1983 | Koppenhágai maraton | Koppenhága, Dánia             | 1.       | maraton | 2:16:41        |
| 1983 | Londoni maraton     | London, Egyesült Királyság    | 3.       | maraton | 2:10:47        |
| 1983 | világbajnokság      | Helsinki, Finnország          | 19.      | maraton | 2:14:10        |
| 1984 | olimpiai játékok    | Los Angeles, Egyesült Államok | 19.      | maraton | 2:15:55        |
| 1984 | Tokiói maraton      | Tokió, Japán                  | 5.       | maraton | 2:11:31        |
| 1985 | Londoni maraton     | London, Egyesült Királyság    | 5.       | maraton | 2:09:43        |
| 1986 | Berlini maraton     | Nyugat-Berlin, NSZK           | 2.       | maraton | 2:11:49        |
| 1987 | világbajnokság      | Róma, Olaszország             | 9.       | maraton | 2:14:58        |
| 1988 | Londoni maraton     | London, Egyesült Királyság    | 1.       | maraton | 2:10:20        |
| 1988 | olimpiai játékok    | Szöul, Dél-Korea              | 22.      | maraton | 2:16:40        |

## Sikerei, díjai
- Koppenhágai maraton
  - győztes: 1982, 1983
- Londoni maraton
  - győztes: 1988
- Dán bajnokság – 5000 m
  - győztes: 1985, 1991